# Monoceros-Ring
Der Monoceros-Ring, benannt nach dem Sternbild des Einhorns, ist eine Struktur aus Millionen von Sternen, die sich mehrmals (manche Quellen sprechen von dreimal) ringförmig um die Milchstraße windet.

## Astronomischer Kontext
Der Ursprung des Phänomens ist nicht vollständig geklärt. Meist wird angenommen, dass der Ring aus stellarem Material besteht, das sich durch die Wirkung von Gezeitenkräften aus der Canis-Major-Zwerggalaxie gelöst hat, während sie mit unserer Heimatgalaxie verschmolz. Die komplexe Ringstruktur ist dabei über den Zeitraum von mehreren hundert Millionen Jahren entstanden.
Andere Astronomen gehen allerdings davon aus, dass sowohl der „Ring“ als auch das Canis-Major-System nur weit verteilte Regionen der „Thick Disk“ der galaktischen Scheibe sind.